# Su Nuraxi
Su Nuraxi (AFI: /su nuˈraʒi/), o, più propriamente, il villaggio nuragico di Su Nuraxi, è un insediamento umano risalente all'età nuragica che si trova in Sardegna, in territorio di Barumini. Cresciuto intorno a un nuraghe quadrilobato, cioè con un bastione di quattro torri angolari più una centrale, risalente al XVI-XIV secolo a.C., l'insediamento si è sviluppato tra il XIII e il VI secolo a.C. È uno dei villaggi nuragici più grandi della Sardegna.
Il sito è stato classificato dall'UNESCO come patrimonio mondiale dell'umanità nel 1997.

## Il nuraghe

### Struttura del nuraghe

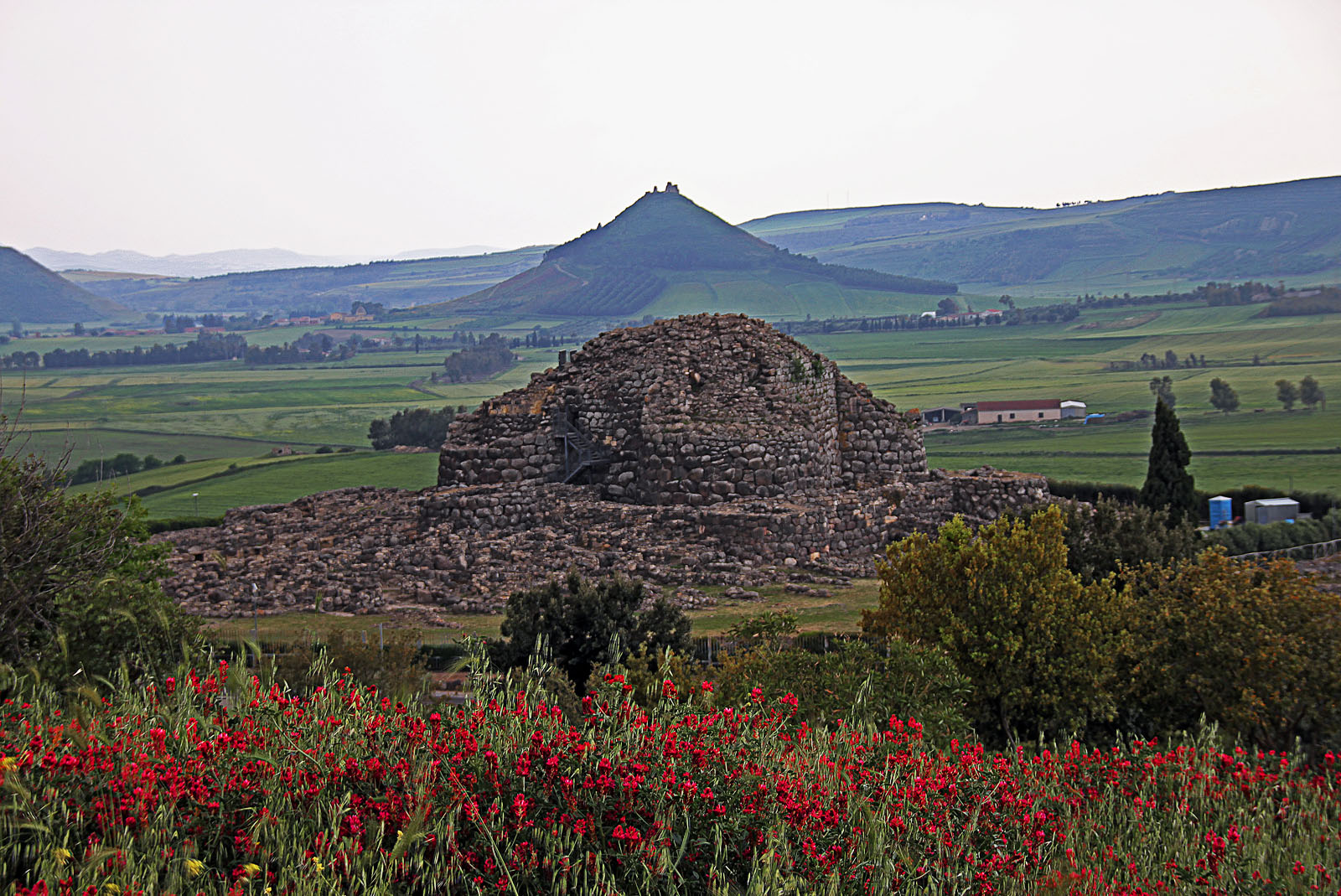
Su Nuraxi da N-NE, sullo sfondo la collina di Las Plassas con il castello omonimo

La struttura più antica del nuraghe è costituita da una torre centrale a tre camere sovrapposte (alta 18,60 m.), edificata tra il secolo XVII a.C. e il XIII a.C., in blocchi di basalto. In seguito, nel periodo del Bronzo tardo, vennero edificate attorno alla torre centrale quattro torri unite tra loro da una cortina muraria con un ballatoio superiore (andato perduto), comunicanti tutte su un cortile interno servito da un pozzo. In tempi più tardi, nell'Età del ferro, il complesso venne attorniato da un'ulteriore cortina muraria pentalobata.
La differenza delle costruzioni indica che vi fosse una qualche gerarchia sociale. Le pareti erano in blocchi di pietra sovrapposti e non da un unico monolite. Le porte e le finestre erano per la prima volta utilizzabili, e le loro spalle leggermente inclinate in modo da ridurre l'entrata di luce e diminuire il rischio di rottura dell'architrave. Questi ultimi erano più spessi al centro e meno ai lati, a dimostrazione del fatto di aver capito che gli architravi si rompono al centro.

### Funzioni del nuraghe

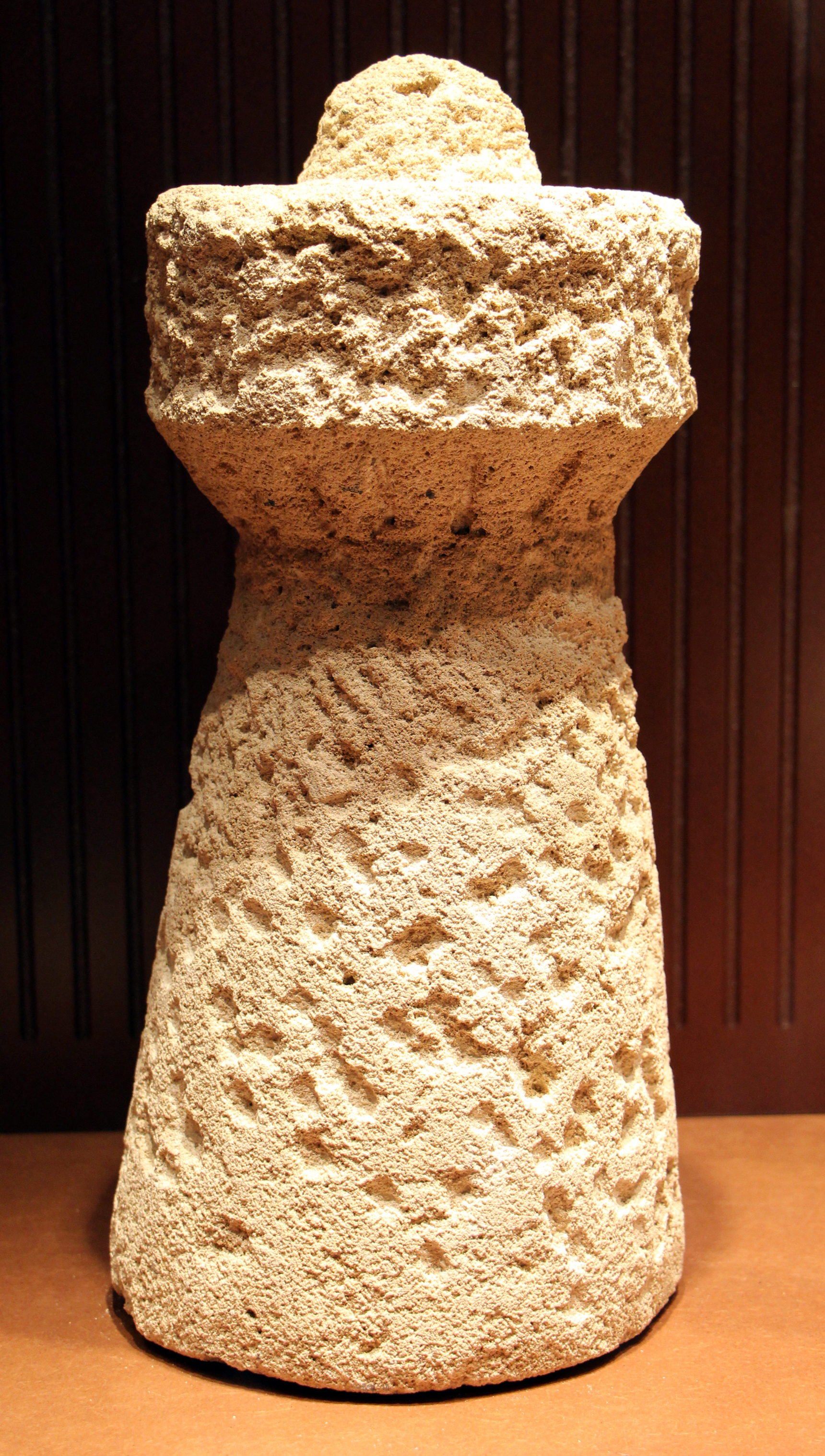
Modello di nuraghe in pietra da Su Nuraxi

Questo complesso era il fulcro difensivo di quella che si può considerare la "capitale" di un antico "cantone" protosardo. Qui risiedevano i principi che, per un lungo periodo e attraverso alterne vicende, governarono questo territorio e la sua vasta area circostante.
Oltre a essere una semplice fortezza, la struttura costituiva il centro direzionale e organizzativo di un piccolo "stato" pedemontano. La sua posizione, al confine tra le regioni storiche della Marmilla e del Sarcidano, era strategicamente cruciale: permetteva infatti di controllare un'importante via di accesso che dal Campidano di Cagliari conduceva all'interno dell'isola.

## Il villaggio nuragico

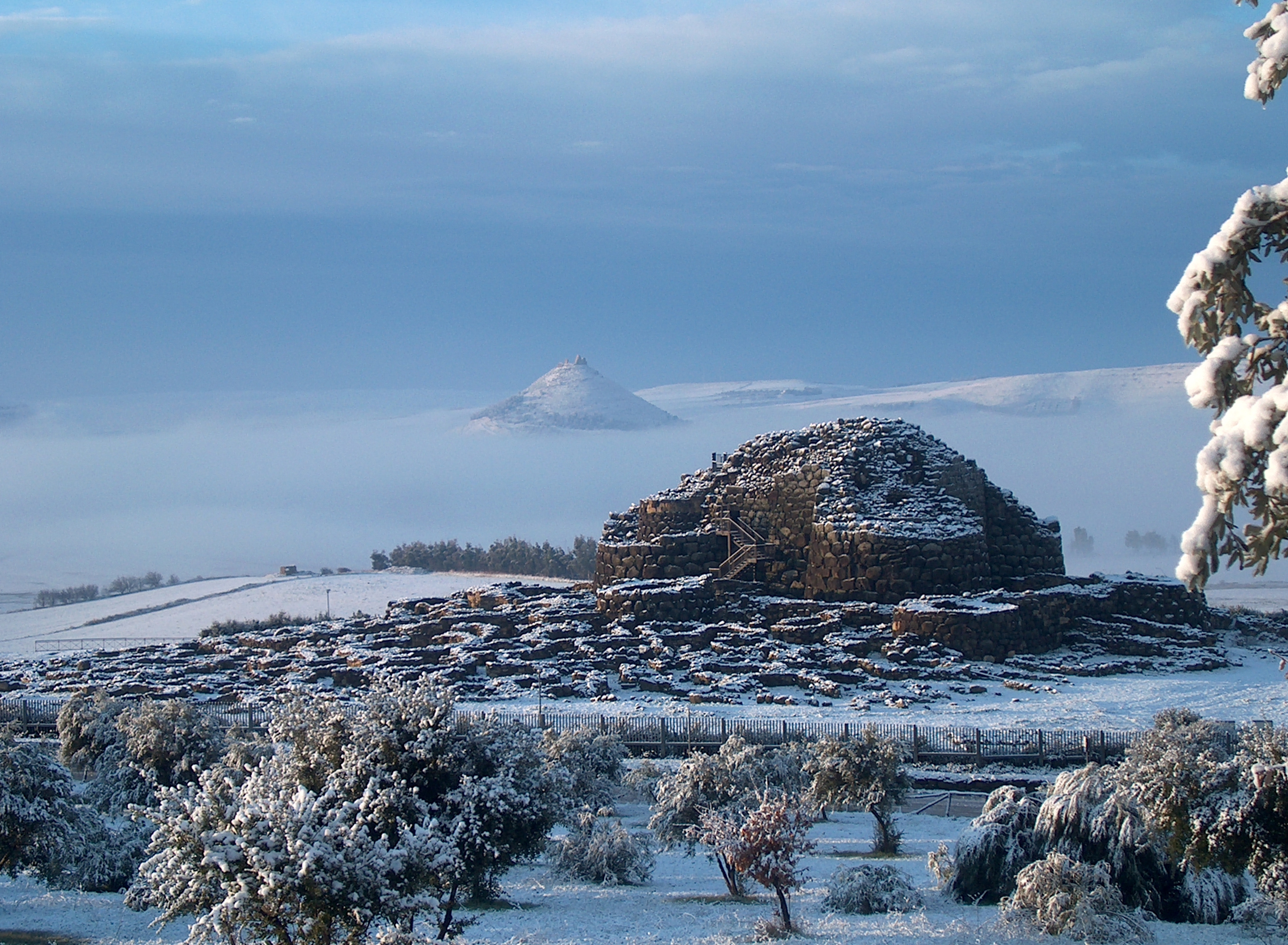
Il nuraghe e il villaggio coperti di neve

Attorno al nuraghe, dal periodo del Bronzo tardo, venne edificato un villaggio nuragico destinato a ospitare la popolazione circostante. Il villaggio è composto da una cinquantina di capanne, edificate a pianta circolare tramite grossi massi murati a secco e ricoperte con tetti di forma conica in legno e frasche. Secondo Giovanni Lilliu, le ristrutturazioni successive non consentono di individuare il numero di case, il cui numero nella definitiva stesura edilizia varia da 40 a 200, ciò fa ipotizzare una popolazione tra 100 e 1 000 abitanti Se nella fase antica le capanne furono strutturate ad un unico ambiente, in una fase più recente prevalse la tendenza della settorizzazione dell'abitazione. Tra le capanne rinvenute, le più significative sono apparse quella riservata agli incontri del capo, più grande e più articolata nella struttura, e la capanna riservata alle assemblee degli abitanti, nella quale sono stati ritrovati simboli delle divinità adorate. Altri ambienti sono stati riconosciuti come officine, cucine e centri di lavorazione agricola.

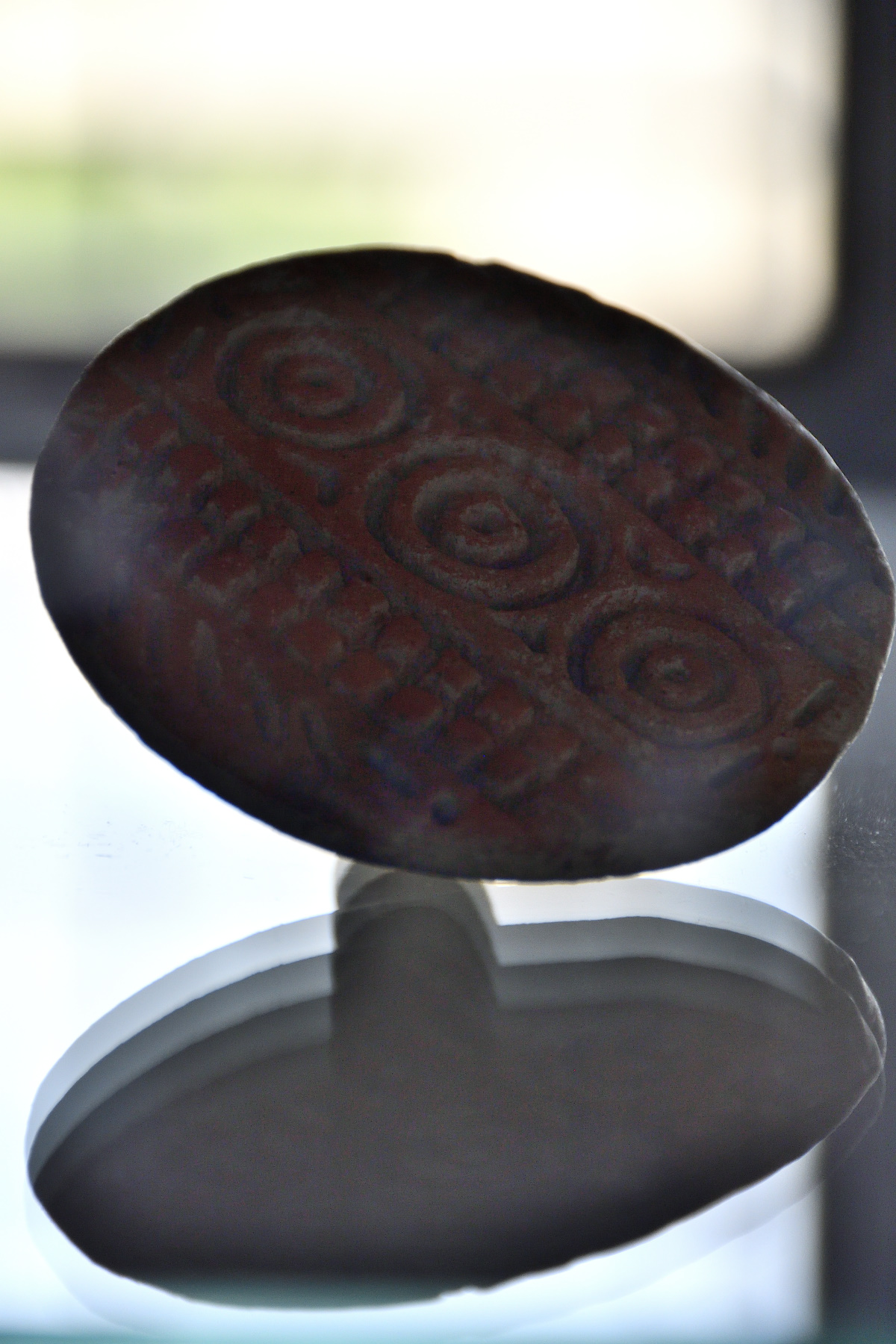
Pintadera dell'età del ferro, Palazzo Zapata (Barumini)

Durante la prima età del ferro (IX-VIII secolo a.C.) vennero costruite fognature e un sistema viario.
Durante il VI secolo a.C., la reggia subì distruzioni e fu poi successivamente ripristinata in epoca Cartaginese per poi essere occupata dai Romani, prima di essere abbandonata definitivamente.
Il nuraghe e il villaggio erano strategicamente connessi a un sistema di altri nuraghi e siti nuragici, come quello polilobato ritrovato al di sotto della casa Zapata, nell'abitato di Barumini.

## Scavi archeologici
Il complesso archeologico fu interamente scavato tra il 1950 e il 1957, sotto la direzione dell'archeologo baruminese Giovanni Lilliu. Gli scavi hanno consentito di ripercorrere le diverse fasi della costruzione della reggia e del villaggio circostante, confermando la continuità di vita dell'intero complesso fino al I secolo a.C., in età romana.
Gli scavi hanno portato alla luce importanti resti di utensili, di armi, di vasellame e di oggetti ornamentali.

## Galleria d'immagini

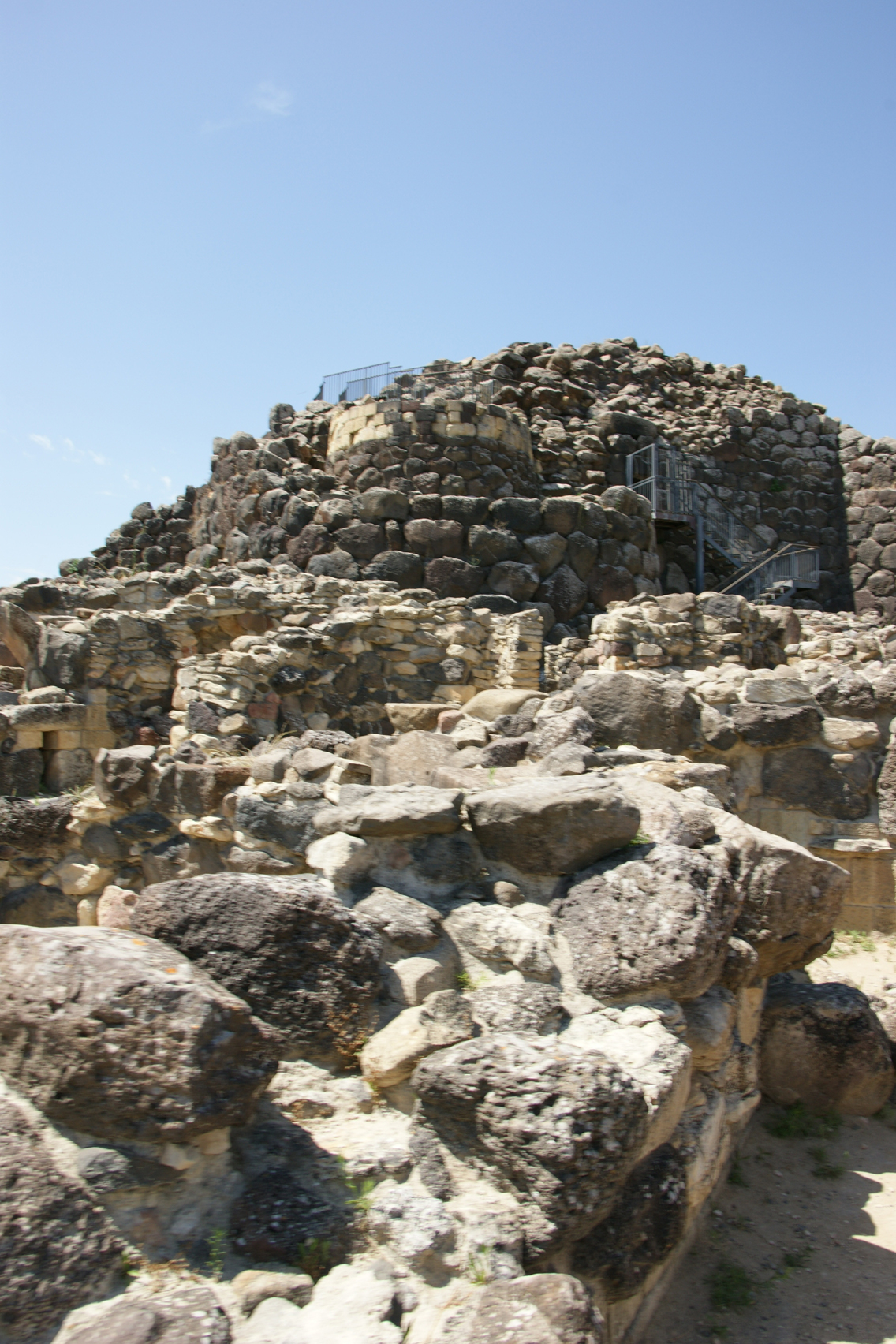
Su Nuraxi, dall'esterno
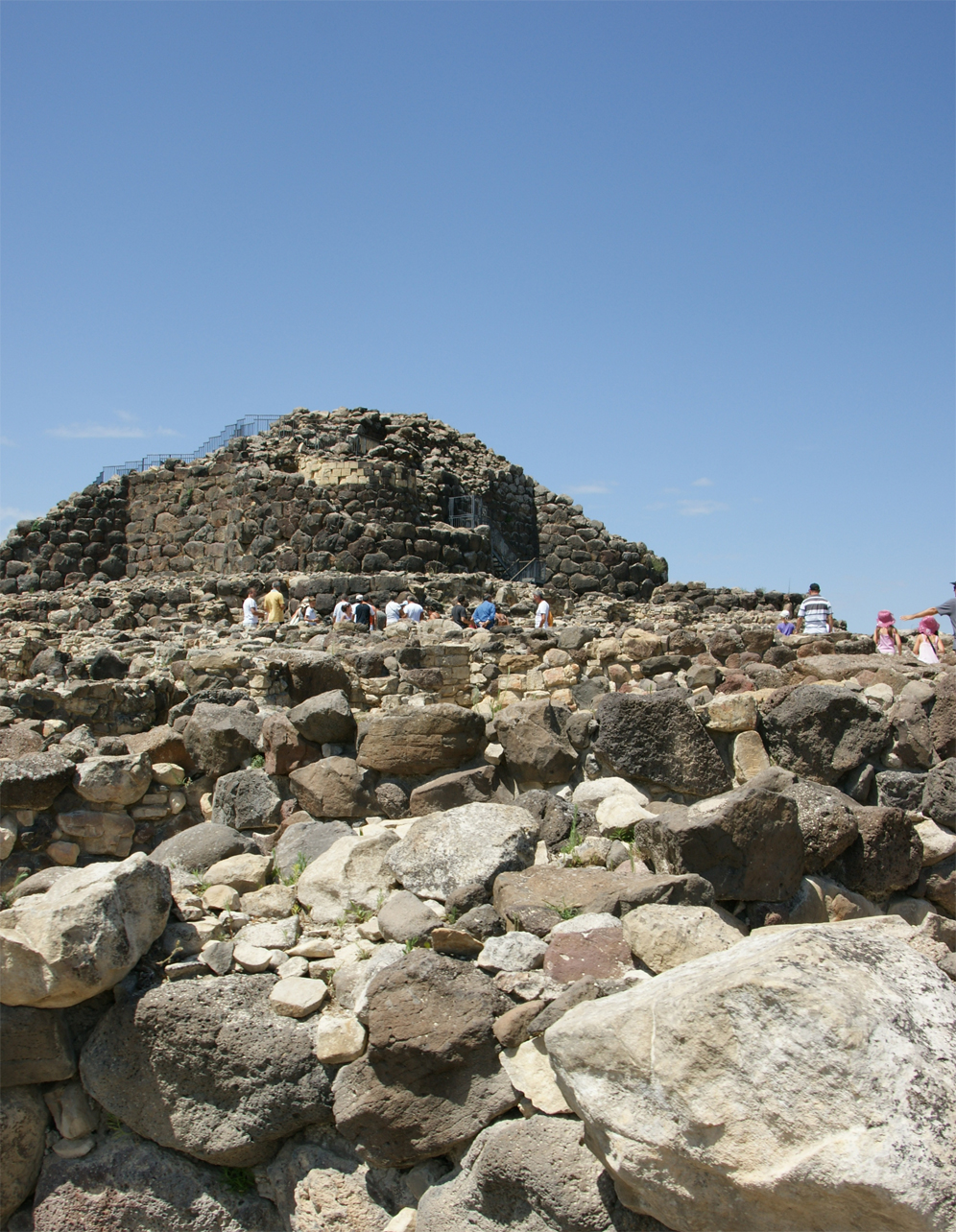
Su Nuraxi, dall'esterno
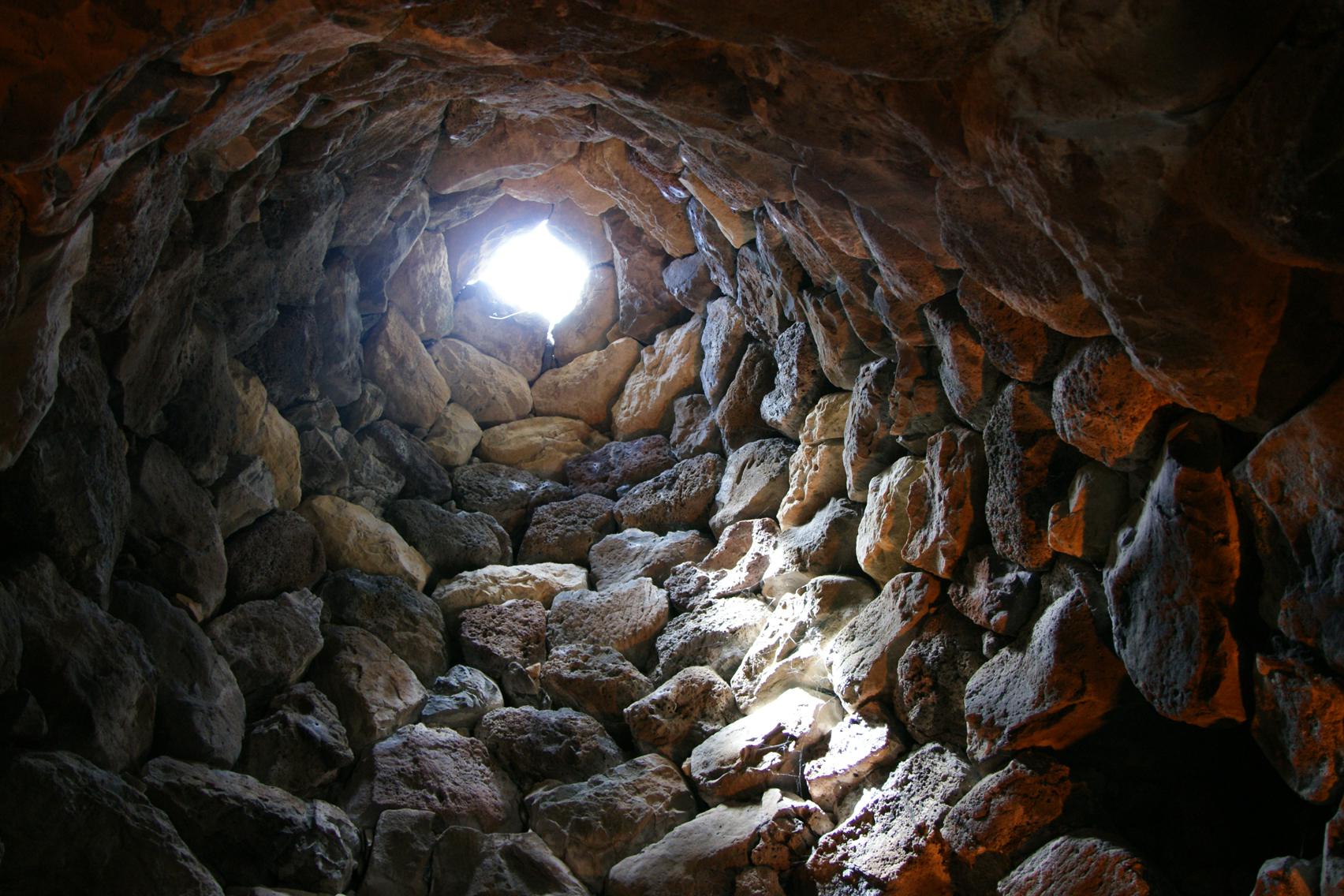
Su Nuraxi, copertura
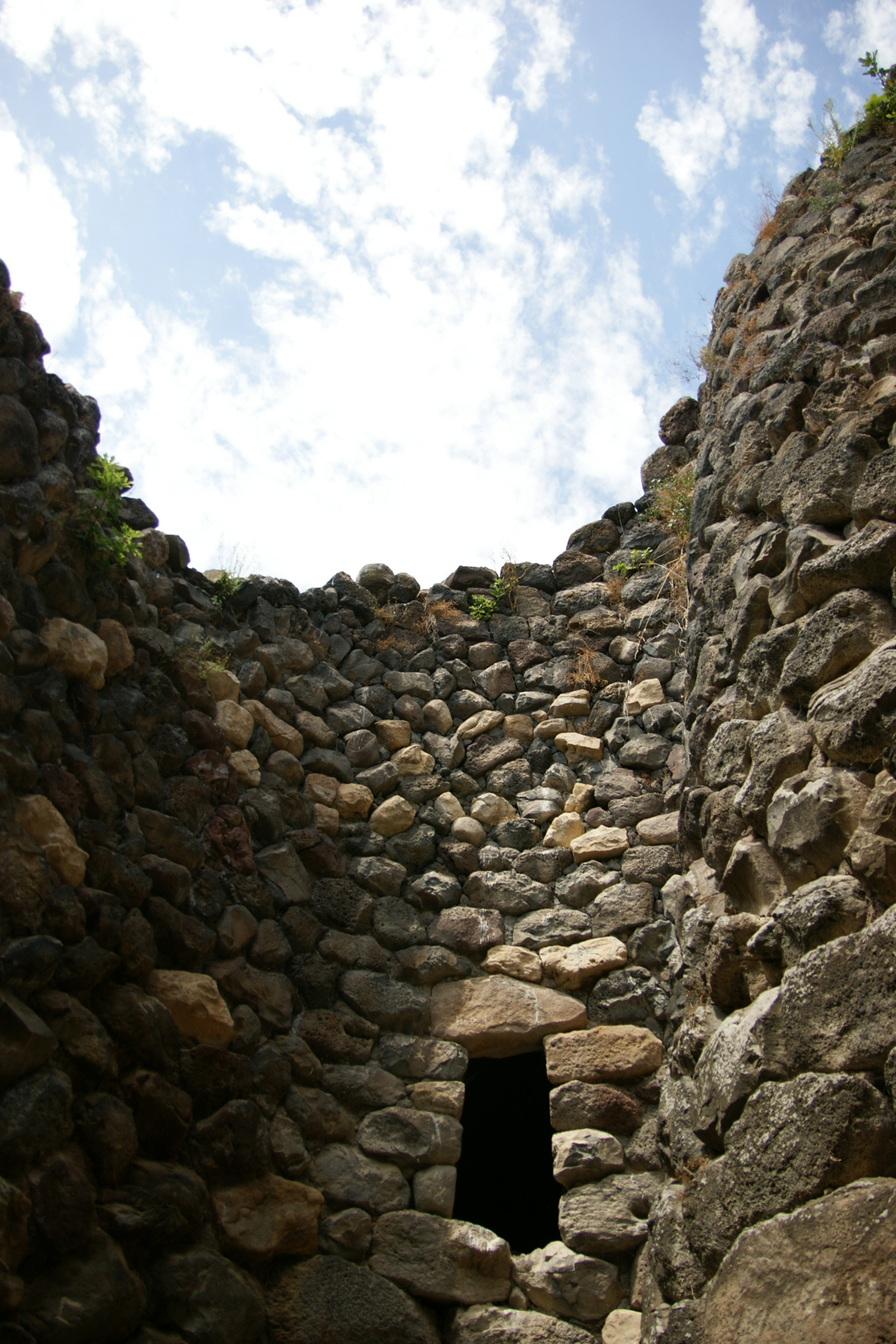
Su Nuraxi, vista cielo
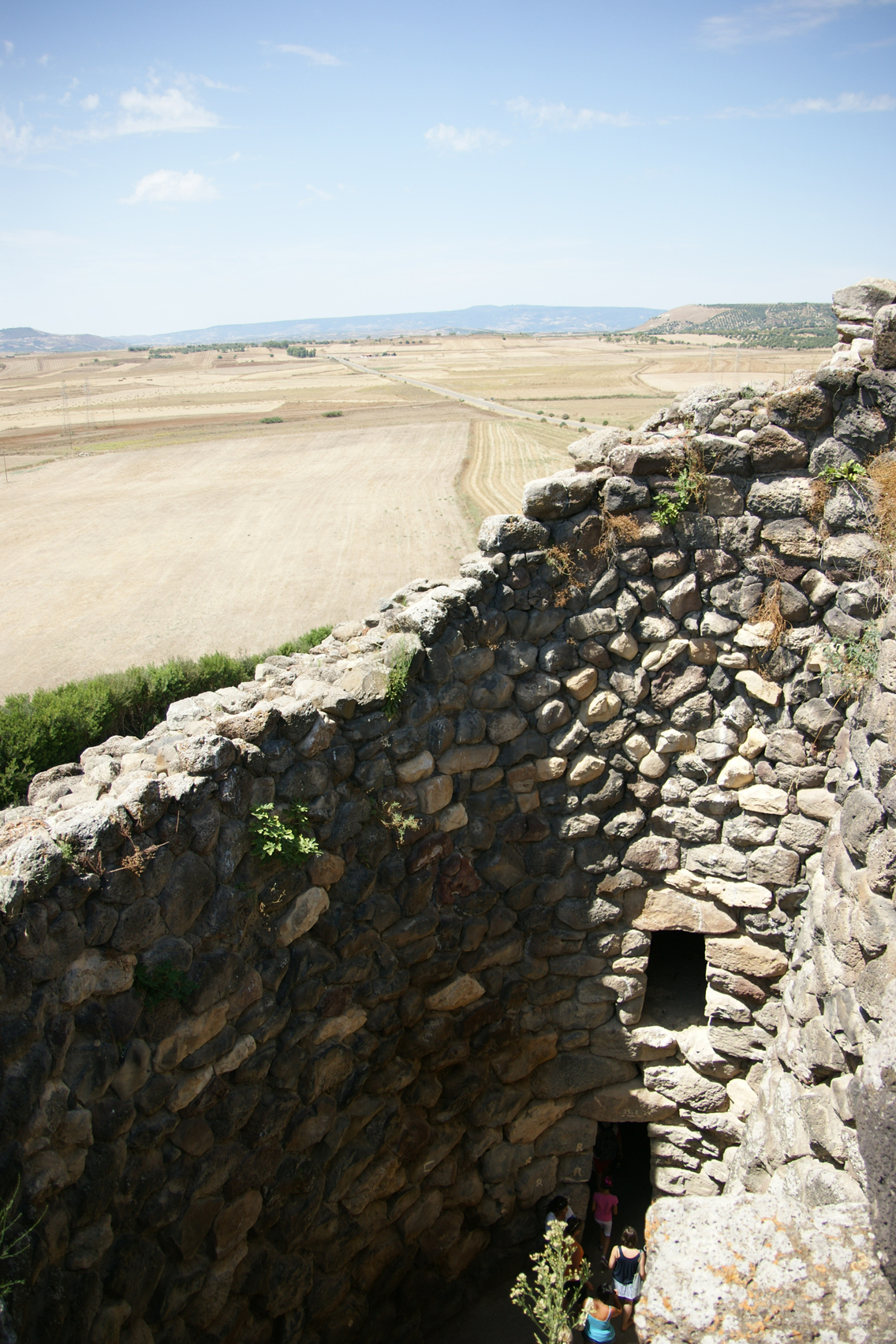
Su Nuraxi interno-esterno
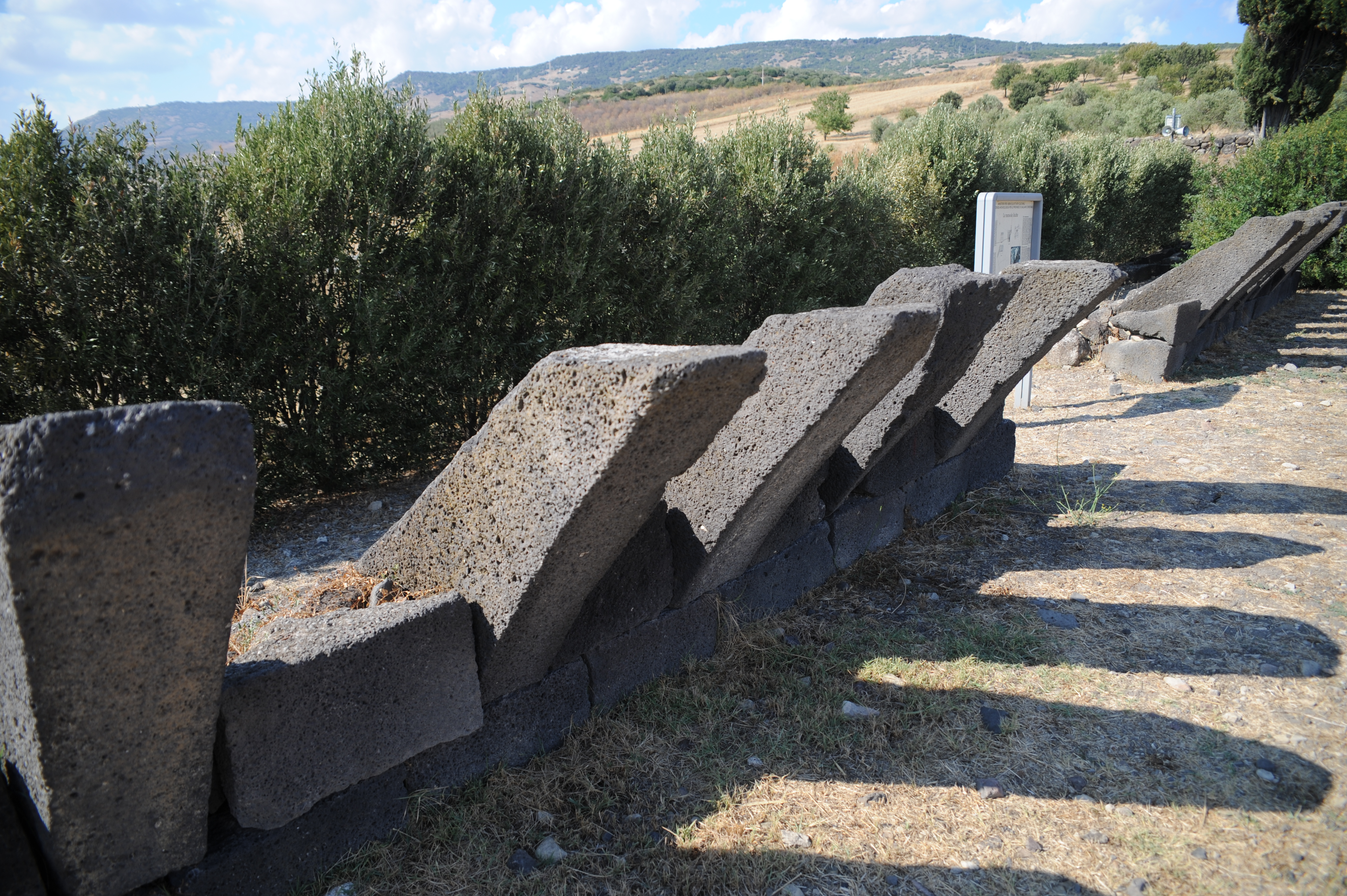
Mensole in pietra che sostenevano il terrazzo della torre principale
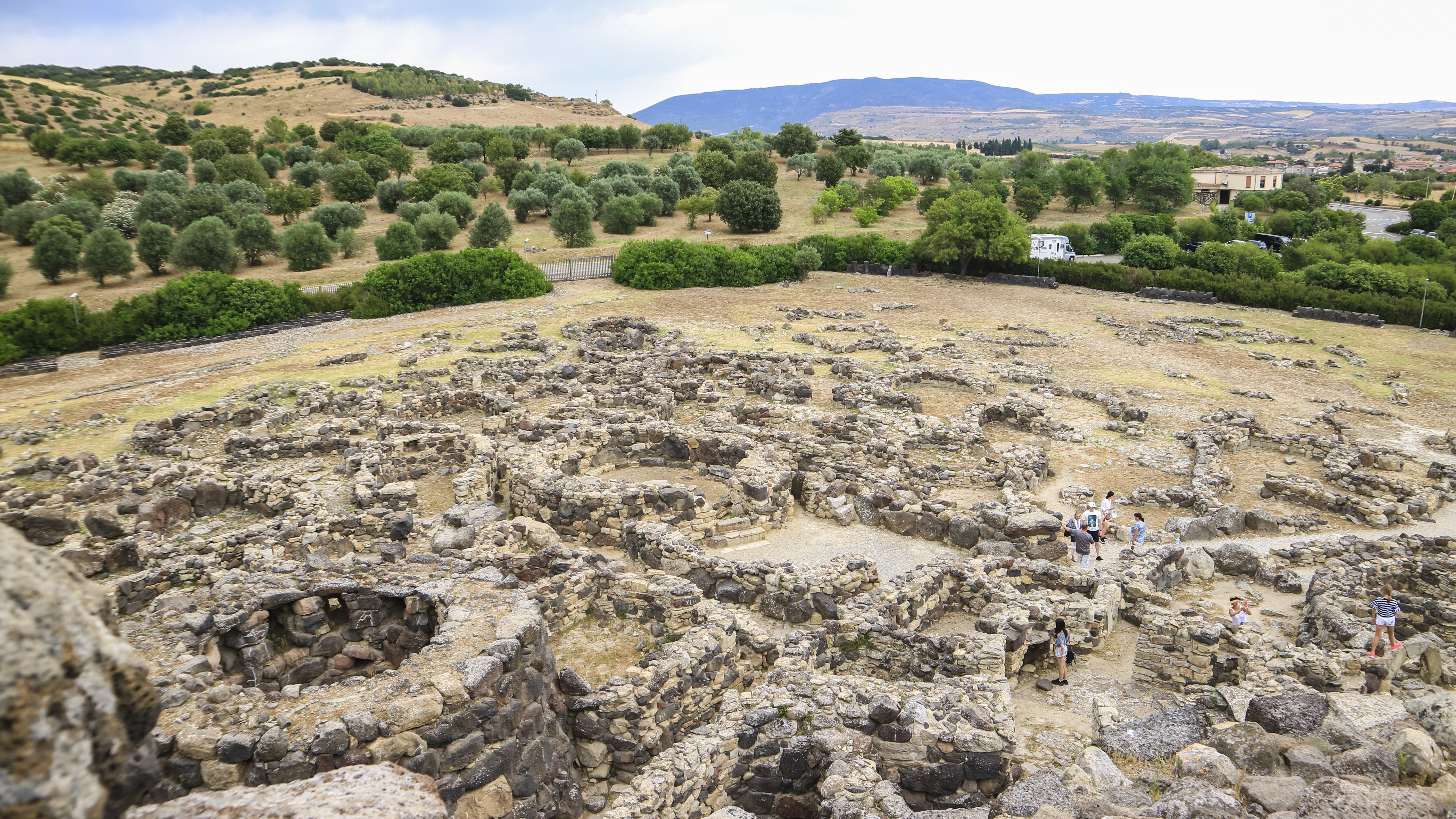
Villaggio di capanne
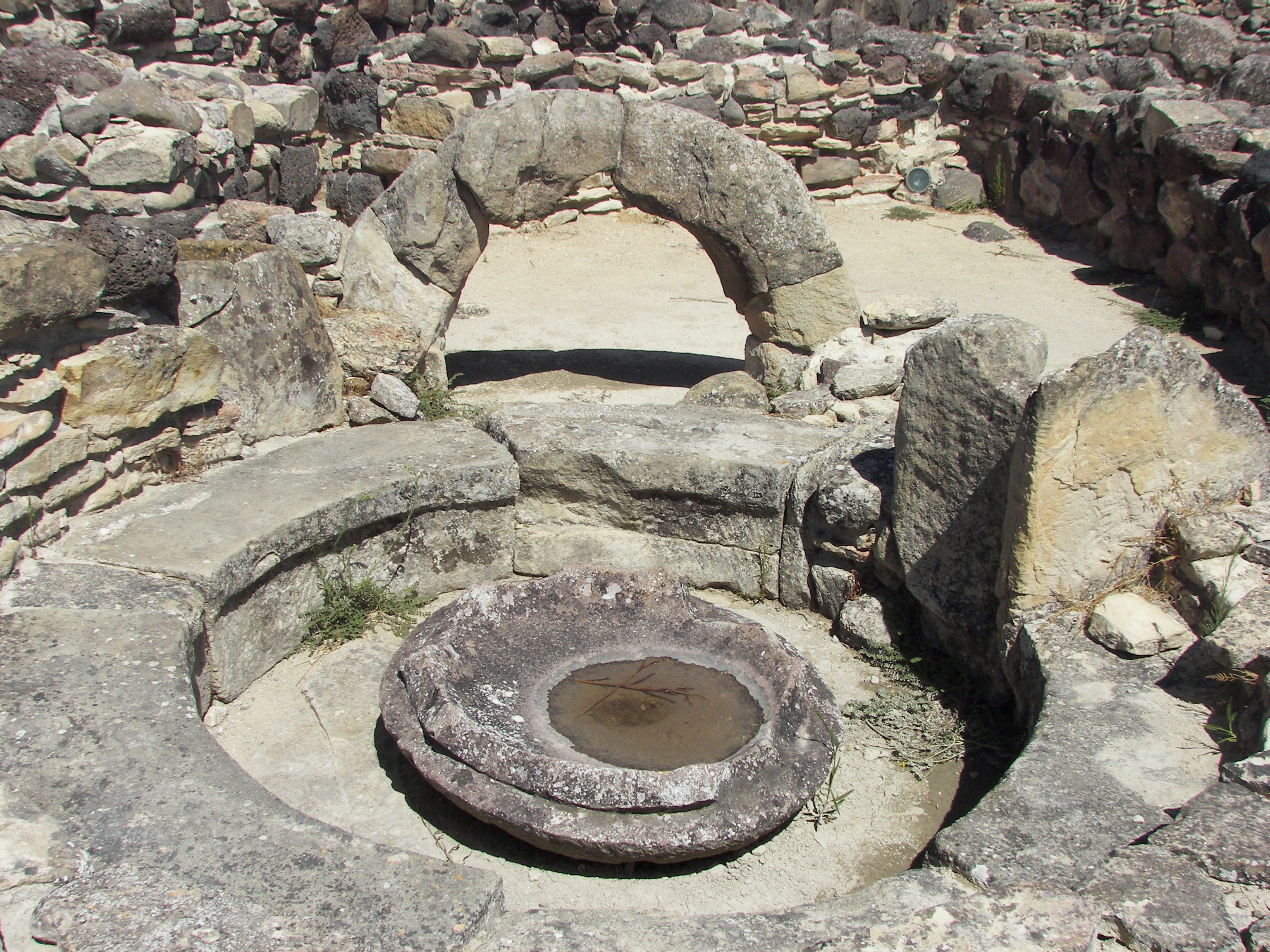
Rotonda con bacile